# Swift of Ipswich
Le Swift of Ipswich est une goélette à hunier appartenant à l'Institut maritime de Los Angeles  (LAMI). Elle fait partie de la flotte du TopSail Youth program  avec la goélette Bill To Rights et les nouvelles goélettes Irving Johnson et Exy Johnson.

## Histoire
C'est un ancien navire en bois construit en 1937 à Ipswich dans le Massachusetts, d'abord gréé en brick. C'est une réplique d'un ancien corsaire américain construit en 1787, qui fut capturé par la Royal Navy durant la Guerre d'indépendance des États-Unis. Ramené en Grande-Bretagne, il fut démonté et ses plans servirent de base à la construction d'autres grands voiliers.
Entre 1940 et 1958 il a appartenu à l'acteur James Cagney qui s'en servit de yacht privé sur Los Angeles.
Avant d'être acquis par l'Institut Maritime en 1991, il servit pour de nombreuses croisières en charter dans le sud de la Californie.
Le Swift of Ipswich a obtenu le « Sail Training Ship » de 1995 de  l'American Sail Training Association. Il est parfois à quai du Musée maritime de Los Angeles.